# Garanzia
La garanzia consiste nella tutela delle esigenze economiche di un soggetto. Essa può anche essere rappresentata, in un rapporto tra due o più soggetti, da un soggetto (garante) che si fa carico appunto di garantire un altro (garantito).

## Storia

### Diritto romano
La garanzia come istituto giuridico era già contemplata dal diritto romano: la più antica figura di garanzia personale era data dalla sponsio, che si compiva verbis e garantiva soltanto le obligationes contratte verbis. Doveva dapprima essere prestata subito dopo la promissio del debitore principale, intervenendo lo sponsor, quale adpromissor, accanto al promissor (con il regime della solidarietà elettiva passiva). La sponsio era riservata ai cittadini Romani e si estingueva con la morte dello sponsor. Una lex Publilia stabilì che contro il debitore che entro sei mesi non avesse rimborsato quanto pagato al creditore, lo sponsor, per il rimborso, avrebbe avuto la legis actio per manus iniectionem pro iudicato. Venuta meno quest'ultima si poté agire, sempre ex lege Publilia con l'actio depensi nella misura del simplum contro il convenuto che ammetteva, nella misura del duplum che lo negava.
Più recente era invece la fidepromissio, una vera e propria stipulatio, fruibile da cives e peregrini, cui non fu estesa l'actio depensi. A tutela dei garanti ci fu la Lex Furia de sponsu, che riguardò sponsiones e fidepromisiones prestate in territorio italico e stabilì che, trascorsi due anni dall'assunzione della garanzia, i garanti sarebbero stati liberati; con riguardo poi all'ipotesi di più sponsores o fidepromissores, la stessa legge dispose che la prestazione potesse dividersi tra loro in parti uguali tal che ciascuno assolvesse una parte soltanto (beneficium divisionis).
Sul finire della repubblica venne riconosciuta la fideiussio, una stipulatio accessibile a cives e non cives, senza limiti di tempo. In questo caso le obligationes passavano agli eredi anche dal lato passivo. Con la fideiussione potevano essere garantite anche obbligazioni non contratte verbis. A essa non si applicarono le due leggi citate precedentemente, ma con l'epistula divi Hadriani la prestazione fu resa divisibile tra più fideiussori dello stesso credito.
Se dunque in favore del fidepromissor e del fideiussor non fu mai prevista alcuna specifica azione di regresso, è anche vero che il rapporto del debitore principale veniva generalmente inquadrato nel mandato. E l'actio mandati contraria assumeva in sostanza la funzione di regresso.
Si fece però ricorso anche ad altro espediente. Al garante che si fosse detto pronto a pagare prima della litis contestatio, il creditore, nell'esigere la prestazione, avrebbe al contempo ceduto l'azione contro il debitore principale. L'operazione non era senza difficoltà dato che con l'adempimento l'obbligazione si sarebbe estinta, con la conseguenza che il creditore non avrebbe più avuto nulla da cedere. Il pagamento che il garante effettuava non fu allora considerato quale solutio ma quale pagamento di un prezzo per la vendita del credito; di qui la sussistenza del credito stesso e la possibilità della cessione.
Erano nulle:
- le garanzie prestate per importi superiori al debito, ma valide se prestate per meno

Il creditore avrebbe potuto agire una volta sola o contro il garante o contro il debitore principale, dato che con la litis contestatio l'obbligazione si estingueva per tutti. Di qui la cura del creditore di agire contro il più solvibile.
stipulatio, la quale -per il suo carattere astratto- si adattava a varie applicazioni e consentiva anche la nascita di obblighi di garanzia. l'adpromissor (promittente) poteva obbligarsi a varie prestazioni, tra cui quella di garanzia: rispondendo alla formale domanda del creditore, contestualmente al debitore principale, veniva a questi equiparato.
In epoca preclassica, sorsero le tipiche obbligazioni di garanzia: sponsio e fideipromissio: la prima era riservata ai cives, la seconda estesa ai peregrini. Alcune leggi di età repubblicana disposero dei limiti agli obblighi del garante: la lex Cornelia proibiva al debitore di garantire lo stesso creditore entro un anno per oltre 20.000 sesterzi.
Quando la sponsio e la fideipromissio caddero in disuso, si affermò la fideiussio, che faceva sorgere obblighi di durata indeterminata (sponsio e fideipromissio avevano durata massima biennale, poi si estinguevano), erano trasmissibili agli eredi (sponsio e fideipromissio si estinguevano con la morte del garante) e potevano riferirsi a qualsiasi tipo di obbligazioni.
Dalla fideiussione derivò il mandato di credito, strutturato come una obligatio verbis e condizionato alla nascita di una obbligazione principale. Nel diritto giustinianeo ci fu l'espressa equiparazione del mandato di credito alla fideiussione per quanto riguarda i beneficia che fino a tale epoca non spettavano (beneficium divisionis, beneficium cedendarum actionum, beneficium excussionis).
Una garanzia un po' particolare era il vadimonio, promessa solenne fatta dal convenuto di presentarsi davanti al giudice, in un determinato giorno; i garanti (detti vades) in questo caso rispondevano dell'effettiva presentazione.

## Il contratto autonomo di garanzia
Si ha contratto autonomo di garanzia (figura elaborata dal tedesco Rudolf Stammler con il nome di Garantievertrag) quando un garante si impegna a pagare al garantito non appena questi, dichiarato l'inadempimento del debitore principale, ne faccia richiesta, restando esclusa la possibilità di rifiutare il pagamento in base a eccezioni relative all'obbligazione garantita cioè indipendentemente dalla validità o dall'esistenza di un'obbligazione garantita. Il contratto autonomo di garanzia si caratterizza per la presenza della clausola di pagamento "senza sollevare eccezioni o obiezioni derivanti dal contratto principale (o di base)", il cui scopo è di rompere il vincolo di accessorietà tra l'obbligazione del garante e quella del debitore principale, tipico della fideiussione. Il più delle volte il contratto autonomo di garanzia è assorbito dalla clausola di pagamento "a prima richiesta", che impone al garante di eseguire la sua obbligazione a semplice richiesta del beneficiario della garanzia, cioè senza tenere conto delle eventuali opposizioni dell'ordinante della garanzia.
In certi paesi la giurisprudenza e la dottrina confondono la clausola "senza sollevare eccezioni o obiezioni derivanti dal contratto principale" con la clausola di pagamento "a prima richiesta". Tuttavia quest'ultima, senza altri elementi contrattuali, non ha per effetto di staccare la garanzia dall'obbligazione garantita, tant'è vero che la giurisprudenza di molti paesi, fra cui la Germania, riconosce la figura contrattuale della fideiussione a prima richiesta.

### Varie figure di contratto autonomo di garanzia
Vi sono varie figure di contratto autonomo di garanzia.
Nella prassi più antica vi è la polizza fideiussoria, che ancora oggi dà luogo a vari problemi applicativi, perché alcuni la assimilano alla fideiussione, mentre altri ravvisano un particolare contratto di assicurazione del credito. La polizza fideiussoria è sorta dapprima nei rapporti tra privati e poi si è affermata per i contratti di cui è parte una pubblica amministrazione.
Altro contratto autonomo di garanzia è la fideiussione omnibus, che si ha quando il garante risponde per tutti i debiti "attuali e futuri" di un debitore principale, di solito in relazione all'esercizio di un'impresa. La riforma introdotta con la legge n. 154 del 1992 ha modificato l'articolo 1938 del Codice civile, disponendo che la fideiussione omnibus per crediti futuri deve contenere la previsione dell'importo massimo garantito.
Figura simmetrica è la performance bond, contratto con cui il garante risponde per una singola operazione commerciale (e non per tutti i debiti futuri come la fideiussione omnibus)).
In tutti i casi suddetti, manca l'elemento dell'accessorietà della garanzia rispetto all'obbligazione principale, ed è quindi una garanzia "astratta", che a volte la giurisprudenza qualifica come contratti con causa di finanziamento, quindi contratti atipici, per i quali valgono senz'altro, e proprio in ragione della loro atipicità, i principi generali di buona fede e correttezza.

## Tipi di garanzia

### Garanzie reali
Il concetto di garanzia reale, in forza del principio di tipicità anzidetto, è collegato indissolubilmente a quello di diritto reale.
Le parti non possono dar vita a contratti che danno luogo a diritti reali diversi da quelli espressamente previsti dal codice. La ragione di questa previsione risiede nella tutela del principio di libera circolazione dei beni e nella tutela dell'affidamento dei terzi.
Il nostro sistema, infatti, prevede quali garanzie reali, ovvero insistenti su un bene, solo garanzie tipiche, le cui regole di funzionamento sono dettate dal codice.
Fondamentalmente, i diritti reali di garanzia sono due: il pegno e l'ipoteca.

### Garanzie personali
Il codice civile italiano vigente, richiamandosi al diritto romano, ha disciplinato la sola "garanzia accessoria". Il contratto autonomo di garanzia non è disciplinato dal Codice nemmeno dopo la riforma avutasi con la legge n. 154 del 1992 concernente la fideiussione.
Il Codice conosce pertanto la garanzia personale accessoria, nel senso che il garante può opporre tutte le eccezioni proponibili dal debitore principale, e la fideiussione si estingue se si estingue il debito principale.
Esigenze della prassi, e in particolare i rapporti commerciali con le imprese di altri Stati, hanno fatto sorgere la cosiddetta "garanzia autonoma", che mira a dare piena tutela al creditore garantito per superare i rischi della contrattazione, degli inadempimenti e del trasporto delle merci. Tale garanzia separa le sorti dell'obbligazione principale dall'obbligazione del garante, il quale è tenuto a pagare "a prima richiesta".
Si pensi all'impresa italiana che concluda una vendita di merce da consegnare a un'altra impresa in un Paese dove vi è il rischio di una guerra civile, il rischio di nazionalizzazioni o un sistema giudiziario che sostanzialmente preclude la tutela nel caso di inadempimento del debitore.
Se la compravendita è fatta tramite titoli può essere utilizzata come forma di garanzia personale la conferma del credito.

### Garanzie improprie
Oltre alle forme di garanzie previste dalla legge e dal Codice civile, che di regola si accompagnano alle concessioni di credito, la pratica bancaria ne utilizza altre (cd. garanzie improprie o atipiche), sempre allo scopo di agevolare l'intervento creditizio.
Le garanzie improprie che trovano maggiore applicazione sono le seguenti:
- la cessione del credito;
- il mandato all'incasso;
- la delegazione di pagamento;
- la dichiarazione di unico azionista

## Forme tipiche e specifiche di garanzia

### Garanzia sui beni di consumo
Il Codice del consumo (decreto legislativo 6 settembre 2005 n. 206, emanato ai sensi dell'art. 7 della legge delega 29 luglio 2003 n. 229) estende una "garanzia di conformità" (art. 130 del Codice del consumo) della durata di 2 anni dalla consegna del bene (art. 132 del Codice del consumo) a tutti i prodotti venduti all'acquirente-consumatore, utilizzatore finale, definito come persona fisica che agisce per scopi estranei all'attività imprenditoriale, commerciale, artigianale o professionale eventualmente svolta.
Il Codice del consumo identifica nel venditore (e non più nel produttore/fabbricante) l'unico responsabile della riparazione (o il responsabile in via principale, in quanto anche la garanzia convenzionale o garanzia commerciale del produttore, è regolata dall'art. 130 del Codice del consumo). La "garanzia di conformità", che riassume sia la garanzia per vizi e difetti, sia la garanzia di buon funzionamento, si applica direttamente e senza nessuna necessità di accettare condizioni contrattuali, che comunque non possono mai essere meno tutelanti delle condizioni di legge. Il venditore è tenuto a ritirare, senza alcuna spesa, il prodotto difettoso e ad assicurane la riparazione o la sostituzione entro un congruo termine. Alla figura del venditore si accosta quella dell'installatore, considerando altresì che in diverse situazioni le due figure possono coincidere nel medesimo soggetto (ad esempio, il negoziante da cui si acquista la lavatrice esegue anche l'installazione). La garanzia si applica similmente anche all'operazione di installazione.
La garanzia si applica non solo per difetti di funzionamento ma anche per scostamenti tra quanto promesso/dichiarato/documentato e quanto acquistato: quantità diversa, prestazioni diverse, aspetti secondari (colore, finitura, ecc.). Inoltre, anche i prodotti che presuppongono un impiego "intimo" (abiti o calzature, dispositivi di igiene personale, gioielli o trucchi, e simili) rientrano totalmente nella copertura del codice del consumo.
Per acquisti tra professionisti (acquisto con fattura intestata ad un qualsiasi soggetto titolare di partita IVA, impresa o lavoratore autonomo che sia) non si fa riferimento al Codice del consumo, che definisce l'acquirente utilizzatore finale del bene come consumatore (cioè persona fisica che agisce per scopi estranei all'attività imprenditoriale, commerciale, artigianale o professionale eventualmente svolta), ma si fa riferimento al Codice civile italiano, che al libro quarto ("Delle obbligazioni") titolo III ("Dei singoli contratti") definisce l'acquirente utilizzatore finale come "compratore", l'art. 1490 c.c regolamenta la garanzia del venditore per i vizi della cosa venduta, e l'art. 1495 c.c. definisce i termini di garanzia della durata di 1 anno dalla consegna del bene.
Pertanto, l'acquisto con fattura intestata a una ditta titolare di partita IVA dà diritto, al "compratore" utilizzatore finale, a fruire di un anno di garanzia su tutti i prodotti, e la normativa di riferimento è il Codice civile italiano, mentre l'acquisto con scontrino fiscale, ricevuta fiscale, o fattura intestata al cliente titolare del solo codice fiscale, dà diritto, al "consumatore" utilizzatore finale, a 2 anni di garanzia su tutti i prodotti, e la normativa di riferimento è il Codice del consumo.
Nota bene: non si deve confondere la garanzia per prodotti non conformi con il diritto di recesso (cosiddetto "soddisfatti o rimborsati") che può essere riconosciuto volontariamente dal venditore e non è previsto per legge a meno di vendita a distanza e altre casistiche specificate dalle leggi (esempio: prodotti finanziari e assicurativi).

## La garanzia bancaria

### La fideiussione bancaria: Garanzia "del fare" e "del dare"
Esistono poi in Italia due tipi di garanzia che vanno sotto il nome di fideiussione bancaria, una prima già richiamata che equivale a grandi linee alla forma internazionale del performance bond e che copre eventuali rischi di mancato adempimento a determinate condizioni (copre quindi il "fare" di un soggetto giuridico), e una seconda cosiddetta "del dare" che è equiparata alla garanzia bancaria internazionale a prima richiesta che di solito è un "blocco fondi" avente un beneficiario e che può essere girabile e frazionabile ed ha la particolarità di poter essere escusso (cioè incassato) a semplice richiesta. Di tale ultima forma a sua volta ne esistono due tipi totalmente diversi sul mercato internazionale: una prima impropriamente definita Lease Bank Guarantee che viene riassegnata anno per anno in prestito (cosiddetto "prestito d'uso" ; una seconda impropriamente definita Sell Bank Guarantee che viene invece venduta a prezzo inferiore al valore facciale e che ha una expiry date (data d'incasso). Questa è movimentata nei Private Placement Investment Programs. Pertanto ciò che in Italia si chiama Fideiussione Bancaria ed esiste nelle due forme ("del fare" che garantisce una performance o un contratto; "del dare" che garantisce una somma di denaro) nel resto del mondo si chiamano Garanzie Bancarie ("Bank Guarantees") e ve ne sono almeno di due tipi, quelle nella forma di Assegnazione generalmente su base annua (cosiddetto prestito d'uso di strumento bancario) e quelle nella forma di Short Term Notes con data di scadenza fissata ad un anno e un giorno (365gg+1).
http://www.bankpedia.org/index.php/it/103-italian/g/20318-garanzia-bancaria

## In Italia
Nell'ordinamento giuridico italiano sono previste fondamentalmente due tipi di garanzia: una "convenzionale" e una "legale". La prima è quella che trova fondamento in un contratto, nel quale le parti trasfondono le loro volontà, la seconda, invece, è prevista specificamente dalle fattispecie di legge.
Il codice civile italiano non prevede una definizione del concetto giuridico di garanzia, ma si limita a individuare due distinte categorie di garanzie: si tratta delle garanzie reali (art. 2784 ss. c.c.) e delle garanzie personali (1936 ss., 1943 I co. c.c.).
Le garanzie che il nostro sistema giuridico mette a disposizione sono caratterizzate dal principio di tipicità. In altre parole, esse sono tipiche e tassativamente previste dalla legge per ciò che concerne la loro forma e le regole che ne stanno alla base, mentre il contenuto patrimoniale è demandato alla libera volontà delle parti.
La tipicità delle garanzie risponde a finalità generali di tutela dei terzi, con particolare riferimento al principio di responsabilità patrimoniale (artt. 2740 ss. c.c.).
In particolare poi si vuole evitare il ricorso a forme di garanzie atipiche, lesive della libertà economica, -costituzionalmente tutelata dall'art. 41 Cost. - quali, ad esempio, il patto commissorio (art. 2744 c.c.), per il quale sussiste un divieto assoluto e imperativo.

### Garanzia sui beni di consumo
- Obbligazione (diritto)
- Bene (diritto)
- Evizione
- Clausola (diritto)
- Return Merchandise Authorization
- Guasto